# Aegaleo
Aegaleo (tiếng Hy Lạp: ?) là một khu tự quản ở vùng Attiki, Hy Lạp. Khu tự quản Aegaleo có diện tích 6 km², dân số theo điều tra ngày 18 tháng 3 năm 2001 là 77917 người.